# Sweet Sensation/Baby, My First Kiss
「Sweet Sensation／Baby, My First Kiss」（スイートセンセーション／ベイビー・マイ・ファースト・キス）は、村川梨衣の1枚目のシングル。2016年6月1日に日本コロムビアから発売された。

## 概要
デビュー作となった本作はテレビアニメ『12歳。〜ちっちゃなムネのトキメキ〜』ファーストシーズンオープニングテーマ。通常盤のジャケットは同アニメの主人公である綾瀬花日のアニメイラストを採用した。初回限定盤Aは「Sweet Sensation」のミュージックビデオを、初回限定盤Bは「Baby, My First Kiss」のミュージックビデオをそれぞれ収録。なお、本作の発売日は自身の誕生日である。 

## 収録内容
| #         | タイトル                               | 作詞      | 作曲・編曲 | 時間  |
| --------- | -------------------------------------- | --------- | ---------- | ----- |
| 1.        | 「Sweet Sensation」                    | 渡部紫緒  | 持田裕輔   | 4:24  |
| 2.        | 「Baby, My First Kiss」                | hisakuni  | hisakuni   | 4:16  |
| 3.        | 「Sweet Sensation (Instrumental)」     |           |            | 4:22  |
| 4.        | 「Baby, My First Kiss (Instrumental)」 |           |            | 4:13  |
| 合計時間: | 合計時間:                              | 合計時間: | 合計時間:  | 17:16 |

| #  | タイトル                                | 作詞 | 作曲・編曲 | 時間 |
| -- | --------------------------------------- | ---- | ---------- | ---- |
| 1. | 「Sweet Sensation」(ミュージックビデオ) |      |            | 4:20 |
| 2. | 「Sweet Sensation」(メイキング映像)     |      |            | 9:18 |

| #  | タイトル                                    | 作詞 | 作曲・編曲 | 時間  |
| -- | ------------------------------------------- | ---- | ---------- | ----- |
| 1. | 「Baby, My First Kiss」(ミュージックビデオ) |      |            | 4:19  |
| 2. | 「Baby, My First Kiss」(メイキング映像)     |      |            | 14:55 |

## 音楽性
- 「Sweet Sensation」は、疾走感のあるバンドサウンドと澄み渡る青空のような歌声が心地よい楽曲であり、村川の作り出す「RiEMUSiC」の原点。イントロなどに入っているバイオリンも美麗で、「バイオリンを入れることでより「RiEMUSiC」に近づく」と考えた村川の提案が曲作りに反映されている[6]。MVでは歌詞の感情を周りのものを使って表現しており、風船に引っ張られて飛んでいくラストは、「空を飛びたい」という村川の希望を叶えたシーンになっている[7][8]。

- 「Baby, My First Kiss」は、恋のトキメキと戸惑いを歌ったオシャレなデジポップ。デモではもっとダンサブルな曲だったが、「RiEMUSiCとしてはもう少し可愛さをプラスしてみましょう」という村川の提案のもと、何回も音楽チームと会議を繰り返して完成した。イントロをはじめ、要所要所で鳴る鐘の音も本人のリクエストであり、曲作りに対する村川の姿勢が窺える楽曲[9]。MVでは全編を通して可愛らしいダンスを披露。4色の衣装を着た村川が代わる代わる映し出されたり、早送りや逆再生を多用したりと、キュートかつトリッキーな映像になっている[10]。